# Zinho Vanheusden
Zinho Vanheusden (Hasselt, 29 juli 1999) is een Belgische voetballer die doorgaans als centrale verdediger speelt. Hij staat onder contract bij het Italiaanse Internazionale tot 2026. Voor het seizoen 2024/25 is Vanheusden verhuurd aan KV Mechelen.

## Carrière

### Internazionale
Vanheusden verhuisde in 2015 van Hasselt naar Milaan en ruilde de jeugdopleiding van Standard Luik in voor die van Internazionale. Een echt succes was het niet door een zware knieblessure. In januari 2018 verlengde hij toch zijn contract bij Inter tot 2022. Enkele dagen later verhuurde de Italiaanse club hem aan Standard. Vanheusden maakte op 14 april 2018 in play-off I zijn officiële debuut voor de Rouches. Hij mocht toen van trainer Ricardo Sá Pinto de geschorste Christian Luyindama vervangen in een thuiswedstrijd tegen AA Gent.

### Standard Luik
Hij werd in de zomer van 2019 definitief overgenomen van Internazionale door Standard. Zij betaalden een transfersom van 11,75 miljoen euro voor de verdediger. Op 1 november 2020, in de thuiswedstrijd tegen KV Oostende, liep Vanheusden alweer een zware knieblessure op waardoor hij lange tijd niet in actie kon komen.

### Terug naar Inter
In de zomer van 2021 werd Vanheusden terug naar Internazionale getransfereerd, waar hij een contract tot 30 juni 2026 kreeg. Prompt werd hij voor één jaar verhuurd aan Genoa die ook in de Serie A speelt.
Het seizoen erop werd hij voor een jaar verhuurd aan AZ. 
In de zomer van 2025 verhuisde hij naar de Spaanse derdeklasser Marbella FC.

## Clubstatistieken
| Seizoen | Club            | Competitie         | Competitie | Competitie | Beker | Beker | Europees | Europees | Totaal | Totaal |
| Seizoen | Club            | Competitie         | Wed.       | Dlp.       | Wed.  | Dlp.  | Wed.     | Dlp.     | Wed.   | Dlp.   |
| ------- | --------------- | ------------------ | ---------- | ---------- | ----- | ----- | -------- | -------- | ------ | ------ |
| 2017/18 | Internazionale  | Serie A            | 0          | 0          | 0     | 0     | —        | —        | 0      | 0      |
| 2017/18 | → Standard Luik | Jupiler Pro League | 1          | 0          | 0     | 0     | —        | —        | 1      | 0      |
| 2018/19 | → Standard Luik | Jupiler Pro League | 26         | 2          | 0     | 0     | 4        | 0        | 30     | 2      |
| 2019/20 | Standard Luik   | Jupiler Pro League | 20         | 1          | 3     | 0     | 5        | 1        | 28     | 2      |
| 2020/21 | Standard Luik   | Jupiler Pro League | 12         | 0          | 0     | 0     | 5        | 0        | 17     | 0      |
| 2021/22 | Internazionale  | Serie A            | 0          | 0          | 0     | 0     | —        | —        | 0      | 0      |
| 2021/22 | → Genoa         | Serie A            | 14         | 0          | 2     | 0     | —        | —        | 16     | 0      |
| 2022/23 | → AZ            | Eredivisie         | 7          | 0          | 0     | 0     | 0        | 0        | 7      | 0      |
| 2023/24 | → Standard Luik | Jupiler Pro League | 11         | 0          | 0     | 0     | —        | —        | 11     | 0      |
| 2024/25 | → KV Mechelen   | Jupiler Pro League | 2          | 0          | 1     | 0     | —        | —        | 3      | 0      |
| 2025/26 | Marbella FC     | Primera Federación | 0          | 0          | 0     | 0     | —        | —        | 0      | 0      |
| TOTAAL  | TOTAAL          | TOTAAL             | 75         | 3          | 6     | 0     | 14       | 1        | 95     | 4      |

## Interlandcarrière
Op 30 september 2020 werd Vanheusden voor het eerst door bondscoach Roberto Martínez geselecteerd voor de Rode Duivels voor de vriendschappelijke wedstrijd tegen Ivoorkust. Hij was een van de vijf nieuwe gezichten. Ook Joris Kayembe, Dodi Lukebakio en Alexis Saelemaekers kregen hun eerst oproepingsbrief voor de grote jongens. Het was ook in deze interland tegen Ivoorkust dat Vanheusden debuteerde, hij mocht starten in de basis en werd na 78 minuten vervangen door Sebastiaan Bornauw.
Op 11 oktober 2023 werd Zinho Vanheusden door bondscoach Domenico Tedesco na drie jaar afwezigheid wederom opgeroepen voor het Belgisch voetbalelftal, omdat Ameen Al-Dakhil was uitgevallen.  Hij kreeg de kans om zich te bewijzen in de EK-kwalificatiewedstrijden tegen Oostenrijk en Zweden.

### Interlands
| Interlands van Zinho Vanheusden voor België | Interlands van Zinho Vanheusden voor België | Interlands van Zinho Vanheusden voor België | Interlands van Zinho Vanheusden voor België | Interlands van Zinho Vanheusden voor België | Interlands van Zinho Vanheusden voor België |
| No.                                         | Datum                                       | Wedstrijd                                   | Uitslag                                     | Soort Wedstrijd                             | Doelpunten                                  |
| Als speler bij Standard Luik                | Als speler bij Standard Luik                | Als speler bij Standard Luik                | Als speler bij Standard Luik                | Als speler bij Standard Luik                | Als speler bij Standard Luik                |
| ------------------------------------------- | ------------------------------------------- | ------------------------------------------- | ------------------------------------------- | ------------------------------------------- | ------------------------------------------- |
| 1.                                          | 8 oktober 2020                              | België – Ivoorkust                          | 1 – 1                                       | Vriendschappelijk                           | -                                           |
| Totaal                                      | Totaal                                      | Totaal                                      | Totaal                                      | Totaal                                      | 0                                           |

## Trivia
- Zinho Vanheusden werd vernoemd naar de Braziliaanse voetballer Zinho.[7]